# لا هوندا (کالیفرنیا)
لا هوندا (به انگلیسی: La Honda) یک منطقهٔ مسکونی در ایالات متحده آمریکا است که در شهرستان سن ماتئو، کالیفرنیا واقع شده‌است. لا هوندا ۱۱٫۰۳۸ کیلومتر مربع مساحت و ۹۲۸ نفر جمعیت دارد و ۲۱۷٫۹۳ متر بالاتر از سطح دریا واقع شده‌است.